# ミネズオウ
ミネズオウ（峰蘇芳、学名：Loiseleuria procumbens）はツツジ科の常緑小低木。高山植物。ミネズオウ属は、本種1種のみからなる。

## 特徴
茎は細く、地面を這うように広がり、枝が斜上し、高さは10-15cmになる。葉は対生し、革質で狭長楕円形、長さ6-10mm、幅2-3mmになる。葉の縁は裏面にまくれる。
花期は6-7月。枝先に散形状に2-5個の花をつける。花冠は白色～紅色で5裂している。直径5mmほどの小さく金平糖のような花を咲かせる。果実は蒴果となる。
和名の蘇芳（スオウ）は、イチイのこと。葉がイチイに似ていること、高い峰に生えることから、由来となっている。

## 分布と生育環境
日本では、北海道、本州の関東・中部地方以北に分布し、亜高山帯～高山帯の日当たりの良い岩場に生える。世界では北半球の高山や寒帯に広く分布する。

## ギャラリー
- 果実
- 花

## 品種
- ベニバナミネズオウ Loiseleuria procumbens (L.) Desv. f. rubra Hayashi
- ツマキミネズオウ Loiseleuria procumbens (L.) Desv. f. watanabeana Yanagita